# وجه القمر (مسلسل)
وجه القمر مسلسل درامي اجتماعي مصري عرض عام 2000 على شاشات التلفزيون بطولة فاتن حمامة، أحمد رمزي، جميل راتب وحسن حسني وقد شهد المسلسل عودة الفنان أحمد رمزي مرة أخرى للتمثيل بعد غياب 25 عام. المسلسل من إخراج عادل الأعصر وتأليف ماجدة خير الله.
هذا المسلسل كان الأول للمخرج في التلفزيون، فهو مخرج سينمائي بالأساس كان قد أخرج 17 فيلم سينمائي قبل دخوله استوديو التلفزيون ونال 14 جائزة في مختلف المهرجانات.
عرض المسلسل على 24 قناة فضائية مختلفة. وأثناء العرض احتجت كاتب المسلسل من تدخل فاتن حمامة في النصوص وانتقاء الممثلين على حد تعبيرها كادت أن توصله للقضاء، الأمر الذي نفاه المخرج فيما بعد. كما إنها وعند نجاح العمل تراجعت عن موقفها وأعلن أن فاتن حمامة هي صاحبة الفضل في نجاح المسلسل.

## الممثلون
| الممثل           | اسم الشخصية     | الشخصية                                   |
| ---------------- | --------------- | ----------------------------------------- |
| فاتن حمامة       | ابتسام البستاني | المذيعة المشهورة                          |
| أحمد رمزي        | مصطفى قورة      | الزوج الأول لابتسام                       |
| جميل راتب        | كريم أبو العز   | صديق قديم لمصطفى وزوج ابتسام من بعده      |
| غادة عادل        | ساره            | الابنة الكبرى لابتسام من زوجها مصطفى قورة |
| نيللي كريم       | سماح            | الابنة الصغرى لابتسام من زوجها مصطفى قورة |
| أحمد الفيشاوي    | وائل            | ابن كريم أبو العز والابن الأصغر لابتسام   |
| حسن حسني         | رشدي عامر       | محامي مصطفى قورة                          |
| محمود قابيل      | د. حسام كامل    | الطبيب المعالج لمصطفى وزوج ساره بعد ذلك   |
| وائل نور         | هاشم نور        | مطرب شهير وزوج سماح بعد ذلك               |
| علا غانم         | صفاء            | سكرتيره كريم أبو العز ومصطفى قورة من بعده |
| مادلين طبر       | سميرة           | مليونيرة والزوجة الأولى لهاشم نور         |
| سميرة عبد العزيز | أم سيد          | بائعه الفل                                |

| حازم سمير
ملاحظة: كان من المفترض أن يقوم بدور المطرب الفنان "علاء زلزلي" ولكن لاسباب فنيه تم اختيار الفنان "وائل نور"

## قصة المسلسل
يحكي المسلسل قصة عائلة ابتسام البستاني المذيعة المشهورة أرملة مصطفى قورة وزوجة كريم أبوالعز رجل الأعمال الناجح، عائلة سعيدة أفرادها ناجحون وحياتهم مستقرة حتى يظهر مصطفى قورة الذي يعتقد الجميع أنه متوفى من أكثر من 20 عاما، وتبدأ المشكلات في الظهور.

## روابط خارجية
- وجه القمر على موقع IMDb (الإنجليزية)
- وجه القمر على موقع قاعدة بيانات الفيلم (الإنجليزية)